# Ball del Moliner
El Ball del Moliner és una dansa que es ballava a La Pobla de Lillet a la plaça del Molí de la Vila el dimarts de Carnestoltes. És un ball que prové d'una llegenda que representa la venjança dels habitants de La Pobla de Lillet, contra els abusos d'un moliner de l'època feudal.
Diu la llegenda que hi havia un moliner que treballava pels Barons de Mataplana i que es dedicava adulterar la farina barrejat-la amb cendra i altres additius amb la finalitat de treure'n més benefici; però això feia venir mal de panxa a tot el veïnat que menjava els productes derivats de la seva farina. En un principi ningú sabia quin era ni d'on venia el problema fins que algú que ho va veure, va alertar la població, decidint atonyinar el malvat moliner que va fer emmalaltir de ventre a tothom.
D'aquest fet, el poble en va fer tradició, perpetuant-lo en forma de ball-joc i com a venjança i mofa contra el moliner.
A primers del segle XX consta que encara el ballaven els joves de vint anys a l'aplec de Falgars, atonyinant-se de valent, encara que ja bastant desvirtuat, perquè el ball ja havia desaparegut. El ball dels moliners es va deixar de ballar possiblement pels excessos que es feien durant la dansa, cosa que ha passat al llarg dels temps en molts balls o elements dels balls del ric folklore català.
El Ball dels Moliners no es ballava des del dimarts de Carnestoltes del 1924. Sortosament, ja fa uns anys, en concret des del 1986, es va decidir recuperar el Ball dels Moliners. Actualment però, s'han hagut de fer algunes modificacions per tal que la seva representació es pugui dur a terme d'una manera apropiada. Així, actualment la dansa es balla el dia que se celebra el Carnestoltes a l'escola, l'escenari és el pati petit de l'escola i la representació la fan els alumnes de cicle superior, tot i que quan comença l'escampada de farina (avui dia ja no es fa amb cendra) la resta de mainada entra en el joc i també tothom qui vol.

## Descripcions del ball del Moliner

### Salvador Vilarrasa i Vall
Aquesta versió facilitada per Salvador Vilarrasa i Vall, que va aparèixer al diari Lillet, recuperada d'un número d'un altre diari poblatà, La veu de Lillet, publicada el 30 de gener de 1921, deia que el Ball havia desaparegut allà entre els anys 1910 i 1912. Cal constatar el ball de dates, ja que arreu consta que l'any de la seva desaparició fou el 1924, però Salvador Vilarrasa, que va viure just en aquella època, la situa abans. És possible que es tornés a recuperar després, just quan Salvador Vilarrasa havia deixat de residir a La Pobla.
« Abans de començar el ball, un home conegut per «El Músic» acompanyat d'alguns tranquils i un estol de canalla, feia un passant pels carrers amb floviol i tamborino, tocant el pas doble següent a fi de reunir el poble i «Els Moliners» a la plaça de la vila.
»Sortien d'algunes cases, però més de Cal Xaró, uns quants homes vestits de dones mal xergades, portant uns enagos damunt de les calces, caputxa posada al cap, i lligada amb una beta al coll, un gros sarró blanc proveït de paperines de cendre i un bastó amb un trumfo al capdamunt, aparentant una filosa, i fent corredisses com una colla de bruixes, es reunien a la plaça major, davant la casa on hi ha el Molí de la Vila, per fer allí una original sardana.
»Abans de començar eixia del molí un home que representava el moliner (de “in illo témpore») portant un sac de palla a l'esquena i sobre del sac una de bou, ben lligat amb uns cordills perquè no caigués.
»A més, a una mà hi portava l'arresador, i al altre un escambell, que posant-lo de cap-pervall al mig de la plaça, li anava donant voltes i trucs per dintre.
»Aixi's que el Moliner amb els cops d'arresador, començava els catrics-catracs, el Músic tocava un ball cerdà qualsevol, l aquells homes vestits de dona (els Moliners) feien una sardana a l'entorn del Moliner donant-li quiscum al passar pel seu davant, un cop de bastó a l'esquena, damunt la pell de bou.
»Acabat el ball cerdà, tots plegats encara Ii donaven unes quantes bastonades i tot seguit ficant mans al sarró, tiraven les paperines de cendra, que alguns hi barrejaven puix perquè anessin més lluny, a tots els espectadors allí reunits, per les finestres i balcons on hi havia gent que fruïen d'aquell espectacle i també ells amb ells, fins que les havien acabat que llavors en mig de gran cridòria, rialles i gatzara, fugien per tots cantons a llurs cases, però amb aquella batalla de paperines de cendra els que ho presenciaven també quedaven emblanquinats, i es retiraven tot rient l espolsant-se.
»És per aquest motiu que a la Pobla, quan quant algú porta la roba emblanquinada de farina, guix, neu, o altre cosa, duen que sembla un moliner, I quant neva i el vent arremolina la neu, que «ja han arribat els Moliners».

### Jaume Fàbregas Artigas
Aquesta és la versió que ha esdevingut clàssica, la que tothom coneix (almenys a La Pobla). Va aparèixer a l'Erol núm. 64, de l'any 2000. Abans d'explicar la llegenda, a l'article apareix una introducció on s'afirma que el «darrer any que es va portar a terme va ser el 1924». A peu de pàgina s'afirma que «Els darrers anys es van ballar de nou a càrrec dels alumnes de l'Escola Pública Lillel a Güell i del grup Dansaires d'Ardericó. 1958 és l'any del traspàs de Jaume Fàbregas. Per tant, aquests intents de recuperar la dansa són anteriors a aquesta data. A l'Erol no proporcionen la data de l'escrit, així com tampoc al web Tempus fugit on també apareix l'escrit d'en Fàbregas: 
«Els Moliners, el nom dels quals esdevingué tradicional, no eren altra cosa que una colla d'homes vestits de dones, això és: amb faldilles, gipó i el cap cobert per una caputxa lligada al coll. Cadascun dels Moliners portava, penjat, un gros sarró ple de paperines de cendra, i era indispensable anar armat amb un llarg bastó.
»Així amb aquesta indumentària, a la tarda del dimarts de Carnestoltes, sortien les colles de Moliners saltant de la Plana i les Coromines en nombre d'una vintena, fent cap a la plaça de la Vila, movent gran sarrofoll i cridòria.
»Enfront mateix del portal de l'antic Molí de la Vila, l'edifici del qual encara existeix, s'hi trobava, esperant, l'home de la pell. Aquest home, condemnat a ésser el sac dels cops, posat de genolls a terra, era cobert d'una grossa pell de cuiro que Ii cobria i salvaguardava tot el cos. Reunits llavors els Moliners i preparat convenientment l'home de la pell, començava el ball, una mena de contrapàs amb música de flabiol i tamborí, que tocava des del balcó un home aficionat. La colla de Moliners dansaven entorn l'home de la pell pegant-li garrotades al compàs de la música, i finalment amb un rebatut solemne, una pluja de garrotades aplanaven aquell home fins que se suposava que era difunt.
»I mort l'home, els Moliners, entre xiscles i esgarips, obrien els sarrons i començava el gran diluvi de farina cendrosa i les paperines brunzien pels balcons i rebotaven sobre la gent curiosa deixant-los empolainats, fent-se, a més a més, difícil de sortir de la plaça, presa d'una densa polseguera.

»Acabades les paperines, es repetia el ball i saltant d'alegria i movent gran xivarri, marxaven els Moliners pel mateix cantó d'on havien vingut».

### Joan Amades
La versió de Joan Amades també es pot considerar força antiga. Apareix al Costumari Català. No sabem si la va arribar a veure presencialment. 
«Un home, amb I ‘esquena coberta per una grossa pell de bou o de moltó i algunes vegades amb la testa armada de grosses banyes, se situa enmig de la plaça, proveït d'una mesura de fusta de tres quartans i un bastó. Amb aquest, que fa voltar per dintre de la mesura, simula un soroll més o menys semblant a la mola d'un molí fariner en giravoltar, fent veure que mol. Al seu voltant fan rodona una colla de minyons vestits de dona, tan malfardats com saben.

»Porten un llarg bastó a tall de filosa amb una patata o altre estrany fruit clavat al capdamunt, amb el qual volen simular la borra que filen. Duen al coll grosses coixineres que volen figurar els sacs de farina que porten al molí. Al so d'una graciosa tonada de flabiol fan un ball rodó a l'entorn del moliner, que, sol enmig de la rodona, no para de repicar les parets de la mesura amb el bastó, fent veure que mol. Quan les “dones” que volten n'estan cansades es llancen al damunt del moliner i amb les suposades filoses li venten una grossa pallissa, que el bon home aguanta amb la pell que li cobreix I‘esquena, la qual li fa de paracops. Cansades de pegar al pobre moliner, de dintre de les coixineres comencen a treure grapats de cendra i la tiren pel damunt dels curiosos que miren la facècia, als quals deixen tan bruts com poden. La cendra és de vegades posada dintre de paperines i tirada així contra les persones que estan mirant per les finestres i balcons.»

### Ramon Torné i Cunill
Poblatà, violinista i moliner, nascut l'any 1886, va escriure un llibre de poemes faceciosos, "D'aquell temps, i d'ara mateix". A l'apartat Figures del Carnaval, trobem unes estrofes que fan un retrat del ball: 
Què eren els moliners?
Amb una maneta de morter
a un escambell al revés
feia voltar el moliner
com si una mola rodés.
Un gran cuiro a l'esquena
portava en previsió
ja tenia el dilema
i la consciència plena
que li tocaria bastó.

Una trentena de joves
l'anaven circumdant;
tots amb gipó i faldilles
i un sarró de paperines
amb cendres que anaven tirant
als balcons i les finestres
i a tothom a qui passava.
prou tiraven dret els destres,
en això prou eren mestres.
“Mai anava a qui tocaven!”

A l'últim de la jornada
donaven al moliner
una bona bastonada.
La mola ja no rodava,
si era o no era lladre,

això, aneu-ho a saber!

## La llegenda
La llegenda explicada per Jaume Fàbregas Artigas
«Sembla que l'antic Molí de la Vila havia estat cedit per gràcia a un moliner poc escrupolós. Si bé una dita popular diu que "de moliner pots canviar, però no de lladre", el cas és que el nostre moliner no robava, ans al contrari, donava els sacs ben curulls, sense mancar-hi pes, però com a rei de la matràcula barrejava una mena de farina cendrosa que no tenia res de blat.
»Les dones poblatanes -en aquell temps no hi havia flequers i les dones pastaven cadascuna a casa seva- feien un pa terriblement dolent, atapeït com una llosa, impossible de menjar i menys de digerir.
»Les queixes plovien sobre l'eixerit moliner que sempre s'excusava dient que el blat era pollat i migrat, mentre amb una rialleta al llavi, taral·lejava una cançó, com si volgués estimular les atribolades dones.
»La cançó deia així: "
»Al Molí de la Vila porteu-hi bon gra / de ferment i xeixa, que fareu bon pa."
»Passava el temps, i la cosa adquirí un aspecte alarmant, colpidor.
»Damunt la Pobla hi planava el desconsol, un veritable flagell que atemptava contra la salut pública:
»" Què serà, deien els uns, / com potser, deien els altres? Mai a la val de Lillet ha passat cosa més rara ..!"
»La gent s'aflaquia que semblaven esquelets. Els homes d'una manera especial perdien les forces i arrossegaven la mort pels carrers: " Els homes, sense forces,/ no ho són pel treball, / els infants cor-tristos / amb ulls aclofats, / el jovent no's casa, / altra feina hi ha". A la Plana, homes i dones eren carregats de golls: "Golluts a la Plana / pidolen de fam / els vellets es moren / secs i demacrats, / les nines formoses / semblen espantalls. "
»Les terres quedaven sense conrear i el bestiar es moria per porxos i corrals. La Pobla seria ben prest un cementiri: "Per porxos i eixides / es mor l'aviram / les terres són ermes / sense conrear / i arreu la mala herba / pobla els caminals. / Vila de la Pobla / quin hivern vindrà!"
»La gravetat del cas exigia mesures enèrgiques, terminants, i l'Ajuntament es reuní en consell: "L'Ajuntament pren consell per afrontar la desgracia / tothom té dret a parlar / però ningú no té paraula. / Les cares dels regidors / semblen morts d'estar per casa".
»En efecte. Els bons anhels dels governants no acertaren en cap solució; llur estat d 'ànim deprimit i corprès no els permetia dir que l'ànima fos seva. A més, d 'aquell mal que afligia al poble era arriscat culpar-ne al Moliner sense la certesa absoluta de si allò que donava era o no farina de blat. Per altra part, el Moliner era persona de prestigi i tothom sabia que tenia les espatlles guardades.
»Si bé en aquells temps potser ja hi havia metges i laboratoris d'anàlisis, l'avenç de la ciència no havia encara arribat a certs pobles com el nostre i per tant, els metges i els remeis que s'usaven eren casolans:
»"En tant la gent va morint / avui un i demà un altre./ La desgracia s'ha esbombat / pels pobles de la contrada, / i han vingut quatre bruixots / del cantó de Matamala, / de les Lloses altres tres, / dos del poble de Sant Jaume."
» Aquests curanderos després de "visitar" i "examinar" detingudament tots els malalts, varen "dictaminar", afirmant de manera categòrica que el mal que afligia el poble era "mal donat", i que bé podia ser "influït" pel pa que tindria alguna substancia nociva per a la salut.
»Ja no hi havia dubte. El Moliner fou requerit oficialment i amonestat de totes les responsabilitats que caurien sobre seu. Però l'home plantà cara a la justícia, invocant el seu prestigi i repetint l'excusa del blat migrat i dolent, sense descuidar-se de desgranar a flor de llavis la consabuda cançó: "Al Molí de la Vila porteu-hi bon gra / de forment i de xeixa, que fareu bon pa." No hi havia cura. Les autoritats eren impotents, temoroses ensems de la influència del Moliner.
»Mentrestant el mal s'estenia com un gram que faria desaparèixer la raça poblatana. Sols un Déu del cel podia posar remei a la calamitat: "Les dones, com boges / diu que hi ha pres part, / si elles no ho adoben / Déu sap qui ho farà. / A dintre d'una era / totes s'han citat, / quan ha tocat l'hora / no n'hi falta cap. / Quina xerrameca / i quins disbarats / de supersticioses / bandera han alçat / L'una diu que l'home / li han embruixat / l'altra diu d'uns polvos, / l'altra diu pecats, / i es parla de bruixes / diables i sants, / velles que malmiren / i d'homes damnats; / i entre xerrameca / no s'entenen pas / que allò és un desori / de crits i pecats."
»Però, dues dones, per cert, les més reposades, s'idearen un bon truc per tal de descobrir la maldat del Moliner. Varen portar una coixinera de bon blat al molí, demanant al Moliner que els fes la mòlta en la seva presència. I per esperar: "Les dones s'asseuen a prop del portal, / treuen la filosa i vinga filar".
»El Moliner, però, era un home viu i simpàtic: "que tens el rostre alegroi / i una atracció tan estranya / que amb les dones ets galant / però no tens dona per casa ... " No volia noses, i amb la rialla a flor de llavi, digué a les dones que filaven: "Aneuse'n bufones, i torneu demà / com no tinc bassada, el rodet no va." De nits, però, tot era aigua i les moles rodaven com esperitades. El Moliner, vetllant, treballava tancat dins del molí. Però si ell no dormia, les dones també vigilaven: "Els ulls tenen vista, / les parets forats, / la cobdícia brilla / per la flor del gra.»
»La nit era fosca com una gola de llop. Dues dones, arrapades per les parets, arribaren fins a les portes del molí. Per les escletxes i les juntures de la portalada, les dones guaitaren vers l'interior: "Les moles rodaven, / catacric, catacrac."
»Atrafegat sota la claror d'un llum d'oli, l'eixerit Moliner manipulava a la seva manera, i tant prest emplenava sacs, com garbellava una espècie de cosa farinosa que barrejava al raig de la mola. Amb certesa irrefutable, les dones varen observar que l'home feia matràcula i que garbellada convenientment, barrejava cendra a la farina: " Moliner bon moliner / advocat de la matràcula / posa la pell en remull / que t'espera una sumanda, / que en el món, per llei de Déu, / aquell que la fa la paga." S'ha dit que un secret en boca de les dones, és aigua en cistella ... El cas és que totes foren assabentades del gran descobriment i del no menys gran acord, pres per unanimitat, amb l'obligació rigorosa de no divulgar a ningú els propòsits projectats per una data determinada. El secret, doncs, fou inviolable:
»"És dimarts de Carnestoltes / i a la plaça fan sarau, / les dones s'han tornat boges, / i porten garrots i pals." Era després del migjorn d'un dia del mes de març, i sobtadament va esclatar la gran revolució. Colles de dones carregades de sacs i coixineres, saltaren de la Plana i les Coromines en actitud agressiva, brandant pals i garrots entre esgarips i xiscles de desesperació. L'onada d'aquelles dones i l'escàndol que movien tenia quelcom d'apoteòsic, com un esdeveniment tràgic i confús. Obeint una consigna, si bé desordenadament, aquella allau de dones es llançà vers el molí, envaint tota la plaça: "El Moliner que dormia / diu que se n'ha assabentat, / i ha barrat totes les portes / amb bon pany i forrellat"
»Si treballava de nits, és natural que dormís de dia, però els xiscles i crits el despertaren i un greu pressentiment li posà la pell de gallina.
»Cuità a barrar les portes, però tal previsió fou inútil. Una avalantxa de dones caigué sobre la portalada i les portes rodolaven per terra en mil bocins: "Espantat de tal desori / vora el riu s'entaforà, / aplanat sota les ales / del rodet del carcabá."
»Veient-se perdut s'amagà sota la vora del carcabà, ran de l'aigua. Inútil amagatall. L'eixam de dones es llançà a l'aigua i fou pescat i arrossegat com un tronc dalt de la plaça. Demanava perdó... Prec també inútil. Un clam de condemnació ressonà com una mal continguda explosió de venjança, i sense pietat començà la pluja de garrotades sobre el cos del dissortat Moliner.
»L'escàndol desvetllà els homes malalts que saltaren del llit i amb penes i treball arribaren a la plaça per tal d'imposar ordre i reflexió a les dones. Fou per demés. Aquelles dones deslligaren els sacs i coixineres i amb folla quimera llençaven a grapats aquella farina cendrosa, fent-se impossible entrar a la plaça. L'alcalde, aixecant la vara, volia imposar, també, la seva autoritat. Endebades. La placa era presa per un núvol dens de polseguera, i la "farina" brunzia damunt els homes espantats. Un veritable caos, una tempesta confusa que donava la impressió d'un sinistre entre crits i planys. Era la justícia a mercè de les dones poblatanes.

»La tradició no determina si el Moliner sortí viu o mort del tropell, però sí que de llavors ençà: "Al Molí de la vila si hi porteu bon gra / de forment i de xeixa, pastareu bon pa ". Els poblatans vivien aquell record i, amb l'alegria que és de suposar, celebràvem tots els anys la festa dita dels Moliners»

## Significat de la dansa
Al web de Patrimoni Cultural de la Diputació de Barcelona hi ha un bon resum dels significats possibles de la festa. 
Segons els autors que han parlat del Ball, aquesta és una dansa que manté similituds amb altres representacions que es realitzen a les dates de Carnestoltes, com és la substitució de papers, entre els quals les disfresses que impliquen canvi sexe i/o estament social, l'apallissament del moliner s'assimila a la revenja de l'opressió feudal (obligació de moldre al molí del senyor feudal), suposa una important participació popular, a més és una festa laica, el propi fet del llançament de la cendra és molt freqüent a altres indrets de Catalunya.
La simbologia de l'escampament de cendra (avui farina) es relaciona amb un element purificador, de fecunditat i fertilització. Elements que es vinculen amb el període del cicle anual que comporta el Carnestoles, com és l'inici de la quaresma, una etapa de dejuni com a neteja del cos, o sigui de purificació. A més properament s'iniciarà la primavera que implica un canvi important en el calendari de la terra, del pagès, és una etapa de sembra.

D'altra banda, segons la llegenda, també es considera que el significat propi de l'acte sembla que vol escenificar els abusos d'alguns moliners que barrejaven cendra a la farina, per obtenir més guanys.
A Joan Amades, però sobretot a l’article «”El Ball dels Moliners” de la Pobla de Lillet», de Núria Alba Roma, aparegut a l’Erol núm. 8, any 1984, es pot trobar una explicació força reeixida dels significats intrínsecs d’aquesta festa.
Del magnífic article de Núria Alba podríem destacar els aspectes més importants: 
- Que el ball fos el dimarts de Carnestoltes, data força significativa en el conjunt de celebracions del Carnaval. La festa durava de Dijous Gras fins a Dimecres de Cendra, i el Dimarts de Cendra era el darrer dia de la disbauxa. La tria del dia esmentat no sembla en absolut casual.
- Que el material emprat per a l'adulteració fos la cendra també és sospitós, és un producte que no sembla pas gaire adient per a engreixar la farina i que ningú no se n'adoni. I trobem que el dia següent al dimarts, el dimecres, que és quan s'inicia la Quaresma, és el Dimecres de Cendra. També veurem que la cendra és un material que apareix en diverses festes catalanes.
- Que el moliner apallissat anés cobert amb pells d'animals. Justament un moliner no duia en absolut aquesta mena d’indumentària. Pells de moltó, de boc, banyes, fan al·lusió a components sexuals. L’animalitat del personatge també es relaciona amb la violència i irracionalitat (recordem el déu Pan). La irrupció de les forces de la vida, en al·lusió a la primavera, conté un element primitiu, salvatge, no condicionat, que irromp en la vida rutinària i la sacseja. Aquesta irracionalitat és un aspecte fonamental en la celebració del Carnestoltes.
- I que el ball no sigui representat per dones sinó per homes vestits de dona. Aquí apareix de nou la transgressió sexual i la disfressa en la simbologia del Carnestoltes. Caldria afegir, a més, que hi ha quelcom d’incongruent en el fet que els homes i els nens no s'aguantin drets i les dones estiguin plenes d’energia.
- Un fet que generalment s'oblida en parlar del Ball dels Moliners és que acabava generalment en una baralla entre participants i espectadors, de manera que l'escampada de cendra simbòlica era acompanyada d'una escampada de cops i d'una violència bastant menys simbòlica del que podríem suposar des de la nostra perspectiva. En temps de Primo de Rivera aquesta festa ja no devia estar ben vista, i la violència explícita que es manifestava, va servir d’excusa per acabar prohibint-la.

Joan Amades diu:
«El costum molt estès d'escampar cendra té un marcat sentit purificador. La cendra és el resultat del foc, tingut sempre i arreu com l'element purificador per excel·lència. El qualificatiu de diumenge fallar, és a dir, de les falles o fogueres, pot recordar el temps en què hom feia grans fogueres per tal d'obtenir la cendra que hom emprava per escampar durant aquests dies. L'escampament de cendra havia estat gairebé general en la representació de la llaurada. A part d'aquesta figuració, el document més interessant que coneixem, en el qual es llança cendra en abundor, és el Ball dels moliners propi de la Pobla de Lillet.»
Comentant aquest text de Joan Amades Núria Alba, en l’article esmentat més amunt,  diu
«De la cendra, ja n'hem vist prou la seva ambivalència: mentre que per a Amades és el resultat de la purificació, i escampar-la és auguri de bones collites, si hem de fer cas a la llegenda, és la part dolenta de la barreja, la que emmetzinava els poblatans, mentre que la farina seria la representació simbolitzada de les bones collites que han de venir. I, indiscutiblement, l'escampada de cendra els dimarts de Carnestoltes ens avisa del que vindrà l'endemà, el trist Dimecres de Cendra, amb l'enterrament de la festa i l'inici del temps de magre, de preparació per al renaixement de la vida - Pasqua- per mitjà del dejuni i l’abstinència, després de l'alegria d'haver acomiadat l'hivern».

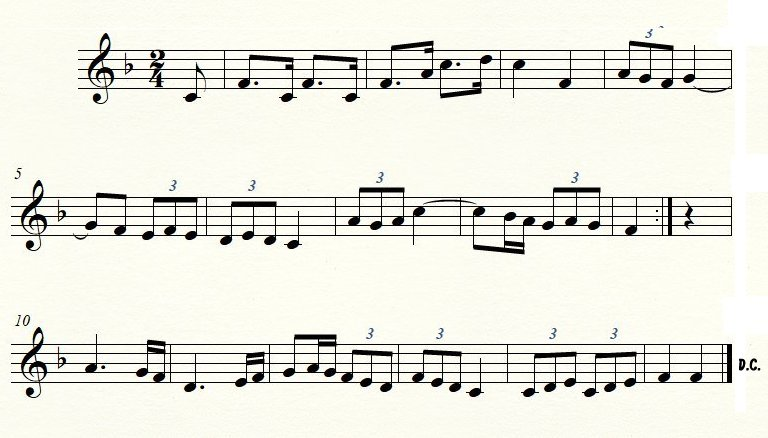
Partitura original del Ball del Moliner

## La música
La partitura de la dansa ha arribat fins als nostres dies gràcies a la diligència de Salvador Vilarrasa. Al Costumari Català apareix aquesta partitura i al peu d’imatge informa que la transcripció és deguda a ell. Salvador Vilarrasa era conegut per la seva afició a visitar pobles, valls i llogarrets, a la recerca de cançons populars desconegudes. Quan en trobava una, la passava a solfa, tal com ens informa la seva filla Montserrat Villarrasa i Roquer al seu llibre Recordances (1860-1942) Així doncs, gràcies a ell, encara ara es poden sentir les notes d’aquesta dansa, entre les parets de la plaça del Molí de la Vila.
La partitura original presenta la dansa en compàs 2/4, si bé en la versió que es balla actualment ha estat adaptada per Jordi Quintana per a la cobla de tres quartans, i l'ha passat a compàs 3/8, que sembla adir-se millor amb el ritme de la música.
Antigament la música del Ball dels Moliners la interpretaven un flabiol i un tamborí. Actualment, arran de la publicació d'un CD amb temes poblatans s'ha realitzat una versió orquestrada per Ramon Bau.

## El ball del Moliner en l'actualitat
L'associació poblatana La Brama, l’any 2017, es decidí de recuperar el Ball del Moliner i la Guerra de la Farina. La seva intenció era acostar de nou aquesta tradició a tota la gent del poble així com a tot l'Alt Berguedà, adaptant-la als nous temps.
La festa actual ha engrandit l’anterior, ja que el Ball i Guerra de Farina antics han estat enriquits amb una representació de la història, que es fa per tot el poble, a la manera de quadres escènics ubicats en diferents racons de la vila, als que s'arriba en una cercavila que encapçala una cobla de tres quartans que amenitza la comitiva, fent sonar melodies algunes de les quals són cançons tradicionals de La Pobla i d'altres músiques tradicionals catalanes. Aquesta cercavila transcorre pels carrers del poble en cerca del Moliner, que resta amagat. El recorregut finalitza a la plaça del Molí de la Vila, on antigament havia treballat el Moliner estafador, i és allà on els moliners executen el ball tradicional amb música en viu. L’únic que es demana als participants és que s'hi apropin disfressats de velles i que portin ulleres de piscina i mocador per protegir-se durant la guerra de la farina.
Un canvi notable és que la festa s'ha traslladat de dimarts a divendres de carnaval.

## Enregistraments
Video de la dansa ballada per l’alumnat de l'escola pública de la vila (2010)
Ball a l'escola Escola Lillet a Güell, carnestoltes 2019
Reportatge fet l’any 2017 per tvvalldeLillet1: Presentació de la cercavila
Reportatge de l’any 2019: Representació de la Cercavila 2 de març de 2019
Ball del Moliner i Guerra de Farina, 2 de març del 2019
Ball del Moliner i Guerra de Farina
Televisió del Berguedà. 2018 La recuperació del Ball del Moliner es consolida a La Pobla de Lillet
CD Noia de la Pobla - Cançons de la Pobla de Lillet. Produït per Ramon Bau i Dènys Sanz.